# Rottehale (Phleum)
 For alternative betydninger, se Rottehale. (Se også artikler, som begynder med Rottehale)
Rottehale (Phleum) er en slægt med ca. 15 arter af stauder eller énårige græsser, som er udbredt i Europa, Nordafrika og Asien samt (en enkelt art) i Nord- og Sydamerika. Mange af arterne er indført som plænegræs og derfor naturaliseret i hele verden. Det er tueformede planter med flade, linjeformede blade. Bladskederne er åbne. Blomsterne er samlet i en tæt, næsten cylindrisk stand. Dækbladene mangler stak. Her omtales kun de arter, som er vildtvoksende i Danmark, eller som bliver dyrket her.
| Beskrevne arter |

- Engrottehale (Phleum pratense) eller Timoté
- Fjeldrottehale (Phleum alpinum)
- Glat rottehale (Phleum phleoides)
- Knoldrottehale (Phleum bertolonii)
- Sandrottehale (Phleum arenarium)

| Andre arter |

- Phleum boissieri
- Phleum commutatum
- Phleum exaratum
- Phleum gibbum
- Phleum hirsutum
- Phleum iranicum
- Phleum japonicum
- Phleum montanum
- Phleum nodosum
- Phleum paniculatum
- Phleum subulatum